# 桂泰三
桂 泰三（かつら たいぞう、1930年12月6日 - 2020年8月8日 ）は、日本の実業家。シャープの元副社長。

## 来歴
1930年京都府にて出生。1950年に彦根経済専門学校（現滋賀大学経済学部）を卒業。1955年早川電機工業（現シャープ）入社、取締役、常務・海外事業本部長、代表専務、取締役副社長、常任顧問、顧問を歴任。2020年8月8日死去。90歳没。